# ТЕС Кінгтом
8°29′34.4″ пн. ш. 13°14′50.6″ зх. д. / 8.492889° пн. ш. 13.247389° зх. д.
ТЕС Кінгтом – теплова електростанція у Сьєрра-Леоне. Розташована на півночі її столиці Фрітауну, на узбережжі естуарію Сьєрра-Леоне. Станом на середину 2010-х найбільша ТЕС країни. 
По завершенні у 2002 році громадянської війни Кінгтом, оснащена дизель-генераторами загальною потужністю 15 МВт, була єдиним великим діючим об’єктом електрогенерації в країні. При цьому фактична потужність могла значно поступатись номінальній через технічний стан обладнання.
У 2008 році за спонсорські кошти від японського уряду станція була посилена двома дизель-генераторами загальною потужністю 9,2 МВт. На другому етапі програми реабілітації енергогенеруючих потужностей до них додали ще один на 6,6 МВт. В результаті станом на весну 2011 року номінальна потужність ТЕС складала 30,7 МВт.
В своїй роботі станція використовує нафтопродукти.